# Rollei GmbH

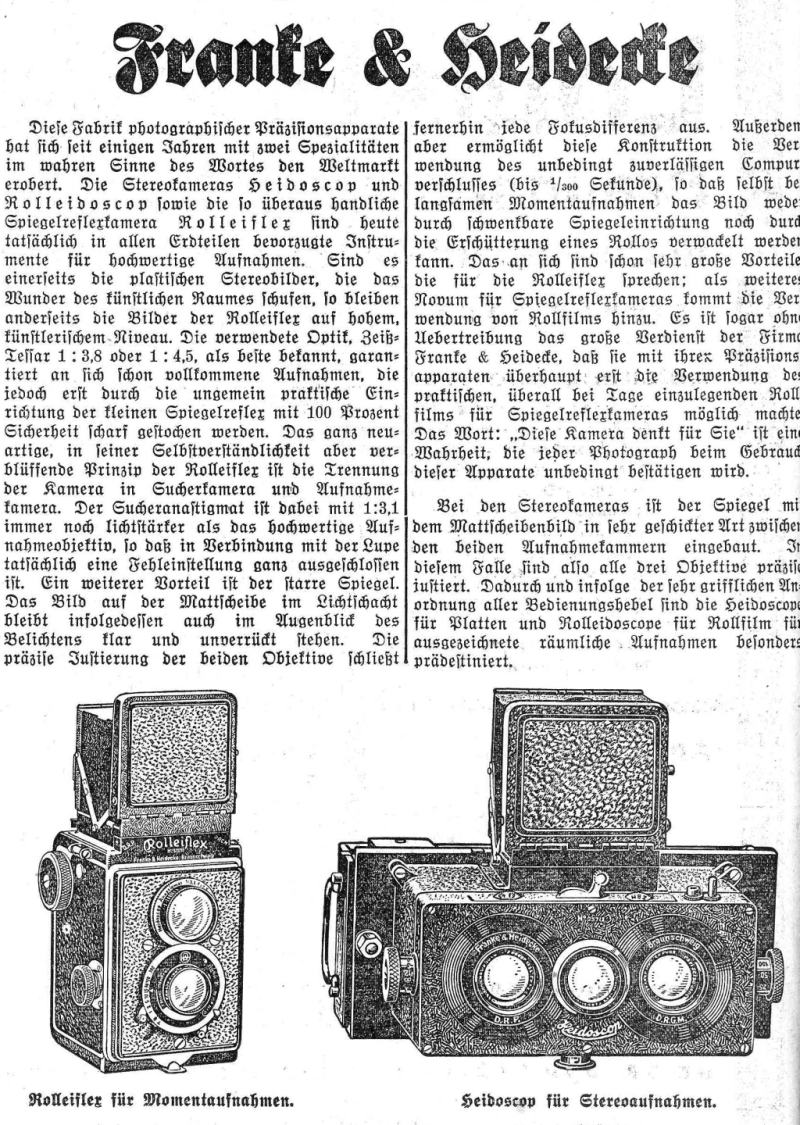
Reklam från 1920-talet

Rollei GmbH är ett tyskt företag som sedan 1920 producerat fototeknisk utrustning, mest känd blev sin tvåögda spegelreflexkamera Rolleiflex. Sedan år 2006 har firman sitt säte i Berlin. Företagshistorien är kantad av många namn- och ägarbyten.

## Företagshistoria 1920-1970
Rollei grundades 1920 i Braunschweig  av Reinhold Heidecke (1881–1969) och Paul Franke (1888–1950) som  Werkstatt für Feinmechanik und Optik, Franke & Heidecke. Deras första kamera var en stereokamera med namnet Rollfilm-Heidoskop som gav namnet Rollei. 1928 kom den tvåögda spegelreflexkameran Rolleiflex för 60mm bred rullfilm  på marknaden. Denna mellanformatskamera blev snart mycket populär bland fotografer, bildjournalister men även hos amatörer världen över och bidrog till företagets stora framgång på 1950- och 1960-talen. 
På 1970-talet var dock kameramodellen trots många moderniseringar föråldrad och företaget lanserade nya produkter för att kunna svara mot marknadens förväntningar, bland annat kom 1966 den enögda mellanformatskameran Rolleiflex SL 66 på marknaden, som skulle konkurrera med den svenska Hasselblad 500 C.

## Företagshistoria 1970-2000

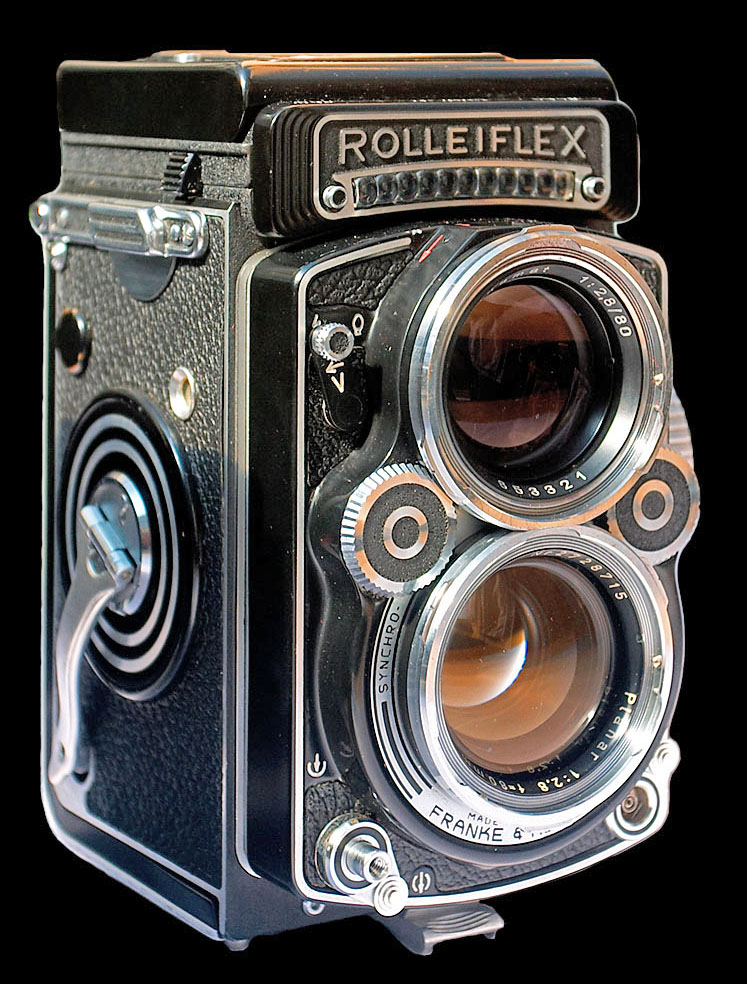
Rolleiflex

Tillverkningskostnaderna för Rolleis många produkter blev för höga, därför flyttades 1970 en del av produktionen till en egen fabrik i Singapore. 1974 hade Rollei samlat på sig enorma förluster och det krävdes en omfattande sanering av företaget, det diskuterades t.o.m. en nedläggning. 1975 reducerade Rollei sina medarbetare från 2 400 till 1 800 personer. En ny företagsledning skulle få firman på fötter igen, med föga framgång. Ständigt nya produkter, som oftast kom för sent på marknaden, hjälpte inte heller att rädda situationen. 1978 såldes fabriken i Singapore och en ny ägare söktes till koncernen.
År 1981 anmälde Rollei slutligen konkurs och 1982 delades firman i tre delar, man sålde sina lagerbestånd och sina fastigheter. Kvar blev det nystartade Rollei Fototechnic GmbH  som tillverkade fotoprodukter med 380 medarbetare och som ägdes till 100 % av United Scientific Holding. Även denna etablering blev otursförföljd. 1987 såldes Rollei igen, nu för den symboliska summan av 1 DM (och 14 milj. DM i skulder) till objektivföretaget Schneider Kreuznach och 1995 tog sydkorenska Samsung över som ägare.

## Företagshistoria efter 2000
År 2004 delades Rollei igen i Rollei Fototechnic GmbH  och  Rollei Produktion GmbH.  Rollei Fototechnic GmbH heter numera enbart Rollei GmbH och säljer digitalkameror och underhållningselektronik från Asien under namnet Rollei (vars rättigheter man äger), deras säte är i Berlin.
Rollei Produktion GmbH ändrades i september 2005 till Franke & Heidecke GmbH , där Kai Franke och Rainer Heidecke, två av företagsgrundarnas barnbarn, är delägare. Franke & Heidecke tillverkar igen mellanformatkameror, projektorer och fototekniska tillbehör i Braunschweig, den gamla firmans hemort.